# Лауредианский союз
«Лауредианский союз» (кат. Unió Laurediana) — правоцентристская консервативная политическая партия Андорры. Действует в южной общине Андорры Сан-Жулиа-де-Лория.

## История
Партия впервые участвовала на выборах 1997 года, когда она вместе с несколькими другими локальными партиями сформировала альянс с Либеральной партией, который не получил мест в парламенте в тот год, однако выиграл 2 места на следующих выборах 2001 года. В 2005 году партия в выборах не участвовала.
На выборах 2009 года Лауредианский союз был частью Реформистской коалиции, которая получила 11 из 28 мест. В 2011 году партия получила 2 места, вновь поддерживая Демократов за Андорру. На выборах 2019 года Лауредианский союз сформировал коалицию с партией «Третий путь» и несколькими беспартийными. Коалиция получила 1853 голоса и 4 места.